# أنديفيتد
«أنديفيتد» (بالإنجليزية: Undefeated)‏، هي أغنية لفرقة الهارد روك البريطانية ديف ليبارد من ألبومها المباشر ميرور بول — لايف آند مور. كانت الأغنية هي الأغنية المنفردة الأولى من الألبوم، وأُصدرت للعيان عبر مقطع فيديو على يوتيوب في 12 أبريل 2011 بعد أن غُنيت لأول مرة على بلانيت روك في نفس اليوم. صارت الأغنية متاحة للشراء عبر آي تيونز في 16 أبريل.
أعطت مراجعة للأغنية عبر ألتيميت كلاسيك روك تقييماً قدره 2.5 من 5 نجوم، وفي حين أنها مدحت غناء جو إليوت، ذكرت أيضاً «في حين أنها ليست أغنية سيئة، فإن الأغنية بأكملها تمر كشيء قد تم عمله من قبل».
استعملت الأغنية كافتتاحية لمعظم قوائم أغاني الحفلات الموسيقية لجولتي ميرور بول وروك أوف إيجز 2012. غُنيت لآخر مرة أثناء إقامة فيفا! هستيريا في لاس فيغاس في 29 مارس 2013 حيث سُجلت وأُصدرت لاحقاً على الألبوم المباشر فيفا! هستيريا.